# Nikhil Banerdží
Pandit Nikhil Banerjee (14. října 1931 Kalkata – 27. ledna 1986 tamtéž) byl indický hráč na sitár.

## Mládí
Narodil se v Kalkatě v bráhmanské rodině. Jeho otec, Jitendra Nath Banerjee, byl první, který mu poskytl informace o hře na sitár a to když bylo Nikhilovi čtyři roky. Již v raném věku projevil velký talent, první veřejné vystoupení měl v osmi letech, v devíti vyhrál celobengálskou hudební soutěž a brzy začal hrát v živých přenosech pro All India Radio. Ve stejné době se jeho sestra stala studentkou klasického zpěvu khyal u Ustada Amira Khana. Jitendra Banerjee později požádal sitáristu jménem Mushtaq Ali Khan, aby mladého Nikhila přijal za studenta. V roce 1947 potkal Nikhil Banerjee svého budoucího učitele a zároveň nejvýznamnější osobnost klasické hindustánské hudby dvacátého století vůbec, Allaudina Khana. Po jeho smrti pokračoval ve studiu nástroje u jeho syna Ali Akhbara Khana a dcery Annapurny Devi (vlastním jménem Roshanara Khan, býv. žena Ravi Shankara).

## Maihar gharana
Během tréninku u Allaudina Khana bylo běžné, že cvičil s několika přestávkami až osmnáct hodin denně. Kromě Nikhila Banerjeeho studovali u Allaudina z významných hráčů také Ravi Shankar (sitár), Ali AKhbar Khan (sarod), Annapurna Devi (surbahar), Pannalal Ghosh (sarod), Indranil Bhattacharya (sitár) a Vasant Rai (sarod). Oproti jiným školám byla Maihar Gharana typická zaměřením an dlouhé propracované alapy s důrazem na dokonalé zvládnutí vytahovaní strun - míndu. Celkově byl styl hry na sitár v této škole ovlivněn technikou hry na sarod a prvky techniky hry na rudra vínu. Celkově vzato však odchovanci školy vytvořili styl hry odlišného charakteru, jak můžeme vidět na zcela jiném podání rágy u Ravi Shankara a Nikhila Banerjeeho. Důležitým aspektem Maihar Gharany byla výchova ke spiritualitě a pokoře, kterou každý ze studentů absorboval svou vlastní měrou.

## Výjimečnost
Již když byl přijat svým učitelem Allaudinem Khanem, který pozoroval jeho zcela specifickou osobnost, bylo jasné, že se jeho styl hry bude ubírat stejně tak specifickým a neopakovatelným směrem. Styl hry Nikhila Banerjeeho je odlišný od obou dnes ponejvíce rozeznávaných stylů Ravi Shankara a Vilayata Khana. Přestože jsou oba velkými osobnostmi klasické indické hudby, ani jeden nemůže být srovnán s Nikhilem Banerjeem. Oproti Ravi Shankarovi používal Nkhil Banerjee v daleko širší míře pro hru melodie i basové struny (opatřené dolaďovacím panelem - specifikum sitáru stylu NB), čímž docílil podstatně plnější zvukové projekce a lepší rezonance. Navíc je jeho hra oproti Shankarovi typická mistrovsky zvládnutým užíváním míndů (vytahovaní strun na pražci) začleněných do harmonicky propracovaných dlouhých alapů i jorů s dokonale zvládnutou rytmikou i melodikou. U Shankara bývají míndy vždy kratšího rázu, navíc je nezačleňuje do pozdějších fází kompozice. Jestliže přednes Nikhila Banerjeeho vyvolává v posluchači dojem plynulého proudu tónů, u Shankara můžeme neúměrně často vidět fráze oddělené výraznými úhozy na čikarí (rytmické struny) s tak matematickou přesností, která může působit někdy až rušivě, uspokojí však jistě posluchače s oblibou výrazné rytmiky, která však s klasickým přednesem nemá mnoho společného (i když pro některé rágy je naopak typická). Hra stylu Vilayata Khana je naopak extrémně propracovanými míndy typická. Předvádění technického mistrovství však často převažuje nad umožněním prožitku rágy u posluchačů. Navíc je hra stylu Vilayata Khana rytmikou až takového rázu, který může často působit nevyváženě. Krom toho absence výraznějšího použití basových strun zvukovou projekci nástroje ochuzuje o bohatou rezonanci a úplná absence druhé struny navíc není klasickým prvkem v uspořádání strunění sitáru. Celkově se dá říct, že Nikhil Banerjee byl osobností s mistrovským zvládnutím a vyvarováním se chyb hry v obou stylech, přinesl své vlastní postupy, představil hru na sitár v tak harmonické podobě, jako nikdo před ním. V neposlední řadě je důležité zmínit, že ono tradiční pojetí stojí také na ovlivnění klasickým zpěvákem stylu khyal Amirem Khanem. Jako takové jsou indické nástroje tradičně konstruovány pro lyrický přednes podobný lidskému zpěvu, kterého bezesporu dosáhl.

## Kariéra
Přes svoji plachost a skromnost, které z nej rozhodně nedělaly dravého muzikanta lačnícího po dalších a dalších vystoupeních a obdivu časem došlo na světová turné, zpočátku především v USA. Stalo se tak však především na žádost Ali Akhbara Khana, který poukázal na nutnost sdílet svůj talent s ostatními, bez rozdílu národností. Ali Akhbar Khan zůstal až do smrti Nikhilovým učitelem a přítelem. Přestože postupem času Nikhil Banerjee se svým sitárem a tablistou Anindo Chatterjeem projel téměř celý svět, zůstal vždy pokorným a skromným člověkem s pramalým zájmem o slávu a proslulost. Možná také proto nevešel v povědomí lidí tak jako jiní hráči, kteří uměli svou hru takříkajíc lépe prodat a udělat z vystoupení show v západním stylu vyhovujícím davu. Z největšího mistra nástroje se tak díky jeho pokoře stal opomenutý hudebník. Například Ravi Shankar jej dokonce několik let po jeho smrti uváděl na seznamu svých žáků a tato dezinformace se ještě stále drží i na některých webových stránkách o indické hudbě. Během cest dával samozřejmě Nikhil Banerjee lekce mnohým studentům, opravdový vztah guru–shishya (mistr-žák) však nemohl mít s nikým z nich kvůli nedostatku času. Ačkoliv plánoval se svým studentům v budoucnu více věnovat nikdy k tomu již nedošlo, neboť zemřel. Hráče prohlašující se dnes za jeho žáky je nutno (až na pár výjimek) proto brát s rezervou, často šlo jen o pár dní vyučování.

## Diskografie
- Afternoon Ragas (1970)
- Live: Misra Kafi (1982)
- The Hundred-Minute Raga: Purabi Kalyan (live) (1982)
- Immortal Sitar of Pandit Nikhil Banerjee, Ragas: Purabi Kalyan, Zila-Kafi, Kirwani (1986)
- Lyrical Sitar (1991)
- Live at De Kosmos: Amsterdam 1972 (1995)
- The KPFA Tapes: Berkeley 1968 (1995)
- Rag Hemant (1995)
- Le Sitar Du Pandit Nihil Banerjee (1996)
- Raga Patdeep (1996)
- Live in Amsterdam 1984 (1997)
- Genius of Pandit Nikhil (live) (1998)
- Berkeley 1968 (1998)
- Live Concert, Vol. 2: India's Maestro of Melody (1999)
- Pandit Nikhil Banerjee (live) (1999)
- Total Absorption (2000)
- Banerjee Live in Munich 1980 (2000)
- Morning Ragas: Bombay Complete Concert 1965 (live) (2000)
- Musician's Musician (2001)
- India's Maestro of Melody: Live Concert, Vol. 5 (2002)
- Alltime Classic, Vol. 1: Raag Bageshree (live) (2004)